# Compromisso construtivo
O compromisso construtivo ou engajamento construtivo (em inglês:  constructive engagement) foi a política externa conciliatória do governo Reagan em relação ao regime do apartheid na África do Sul. Idealizada por Chester Crocker, Secretário de Estado Adjunto para os Assuntos Africanos sob Reagan, a política foi promovida como uma alternativa às sanções econômicas e ao desinvestimento da África do Sul exigidos pela Assembleia Geral da ONU e pelo movimento antiapartheid internacional. Entre outros objetivos, buscava promover a paz regional na África Austral ao vincular o fim da ocupação da Namíbia pela África do Sul ao fim da presença cubana em Angola.
A política esteve em vigor entre aproximadamente 1981 e 1986, quando, em meio a crescentes críticas internacionais ao regime sul-africano, o Congresso dos Estados Unidos anulou o veto do presidente Ronald Reagan para aprovar o Comprehensive Anti-Apartheid Act.

## Fundamentação

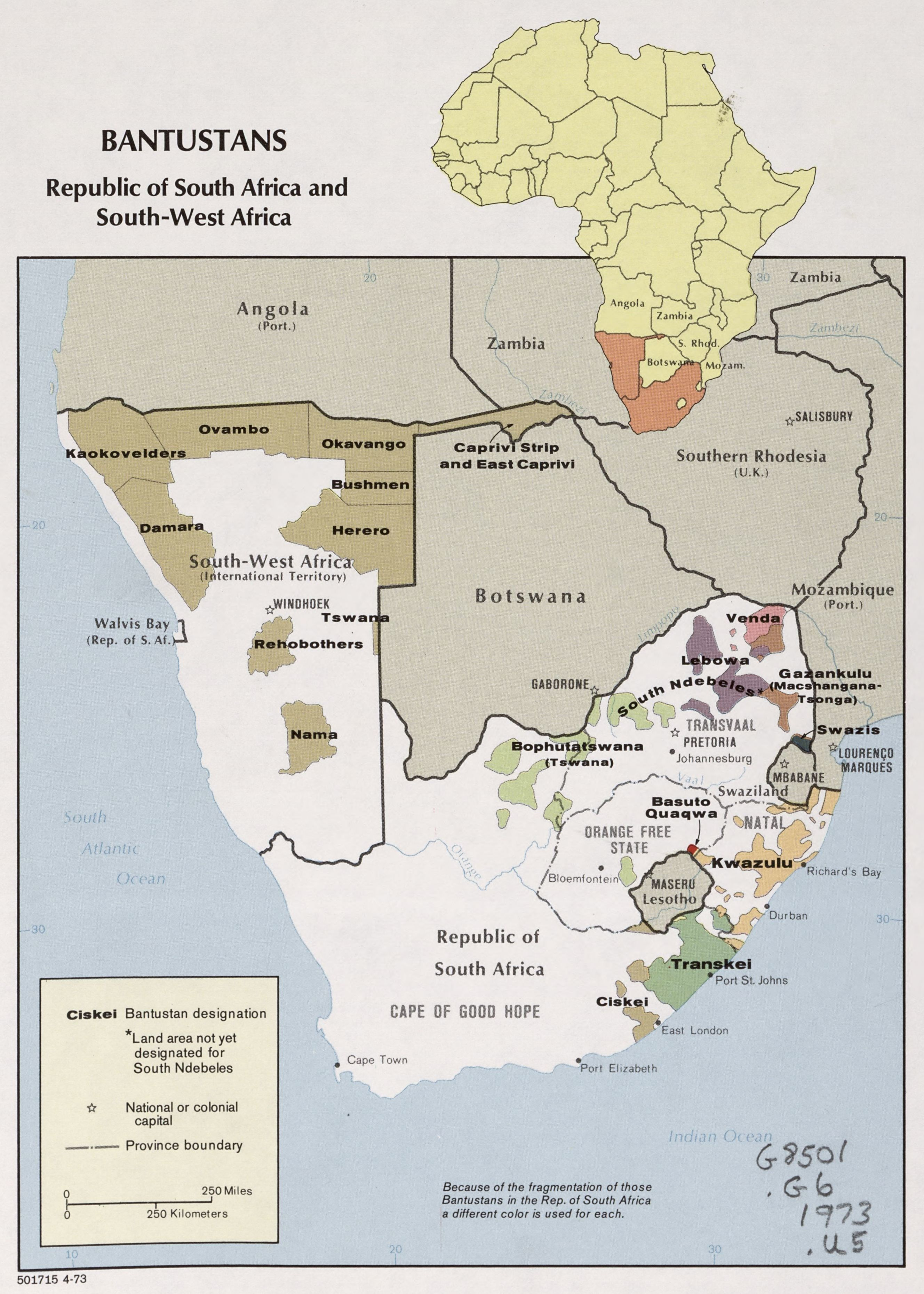
África Austral em 1973.

Em 1981, Chester Crocker foi nomeado Secretário de Estado Adjunto para os Assuntos Africanos e anunciou que os Estados Unidos buscariam com a África do Sul "um relacionamento mais construtivo... baseado em interesses compartilhados, persuasão e comunicação melhorada". A política de compromisso construtivo teve origem em um artigo publicado por Crocker na Foreign Affairs no ano anterior, enquanto ele era conselheiro da campanha presidencial de Ronald Reagan. No artigo, Crocker criticou a política da África do Sul do governo de Jimmy Carter, que envolveu pressão aberta e pública sobre Pretória para se afastar do apartheid. Ele disse que essa política teve resultados decepcionantes. Em vez disso, através da criação de uma vantagem com Pretória e guardando-a "para oportunidades genuínas de exercer influência", os Estados Unidos poderiam "manobrar entre os perigos gêmeos de instigar a violência na República [da África do Sul] e alinhar-se com a causa do governo branco", e assim poderiam "prometer pouco e entregar muito".
Além disso, no entanto, o compromisso construtivo foi geralmente enquadrado por seus adeptos como a política que rege o envolvimento estadunidense com toda a região da África Austral. A região havia crescido em sua importância para os Estados Unidos – e seu programa de contenção da Guerra Fria – como resultado da presença cubana em Angola, onde a África do Sul estava buscando objetivos supostamente contracomunistas tanto na Guerra Civil Angolana quanto na Guerra da Fronteira. O governo sul-africano redobrou os seus apelos à sua própria importância como parceiro militar ocidental e baluarte anticomunista na região, enquanto os decisores políticos estadunidenses temiam que a instabilidade política dentro da África do Sul criasse um vácuo de poder regional, abrindo a porta à influência soviética. Ao mesmo tempo, Crocker acreditava que um relacionamento mais próximo com o governo sul-africano poderia criar vantagem a ser gasta na intermediação da paz em toda a região.

## Estratégias

### Reforma política sul-africana
O compromisso construtivo implicava "encorajar a mudança no sistema do apartheid por meio de um diálogo tranquilo com os líderes da minoria branca [da África do Sul]" – isto é, por meio de incentivos privados e positivos, e não através de sanções ou pressão pública. Em um discurso inicial, Reagan declarou seu apoio ao governo sul-africano, e sua administração suspendeu restrições anteriores à exportação de equipamento militar para a África do Sul. Entre 1981 e 1985, o comércio e o investimento bilaterais cresceram, assim como a cooperação bilateral em outras áreas. Aliás, a administração Reagan frequentemente usava seus poderes de veto para bloquear medidas punitivas apresentadas no Conselho de Segurança das Nações Unidas (ONU) ou no Congresso dos Estados Unidos. Em contrapartida, acolheu e encorajou as limitadas reformas políticas domésticas iniciadas pelo presidente sul-africano P. W. Botha, incluindo a Constituição de 1983.

### África do Sul elinkage
Na região mais ampla – que, segundo alguns relatos, era o foco principal de Crocker – a prática de compromisso construtivo se voltou para a chamada estratégia de "linkage". Crocker buscou alcançar tanto a independência da Namíbia quanto uma retirada cubana de Angola, precisamente ligando os dois resultados: o fim da ocupação altamente impopular da Namíbia pela África do Sul poderia ser condicionado à retirada cubana de Angola, o que, por sua vez, poderia ser enquadrado como uma recompensa à África do Sul por sua própria retirada. Esses objetivos regionais também estavam ligados ao relacionamento bilateral aprimorado dos Estados Unidos com a África do Sul: a postura conciliatória estadunidense encorajaria a conformidade sul-africana com um programa de paz regional e, além disso, uma vez alcançado, o programa de paz regional poderia fornecer condições mais favoráveis para reformas políticas domésticas dentro da África do Sul.

## Fim da política

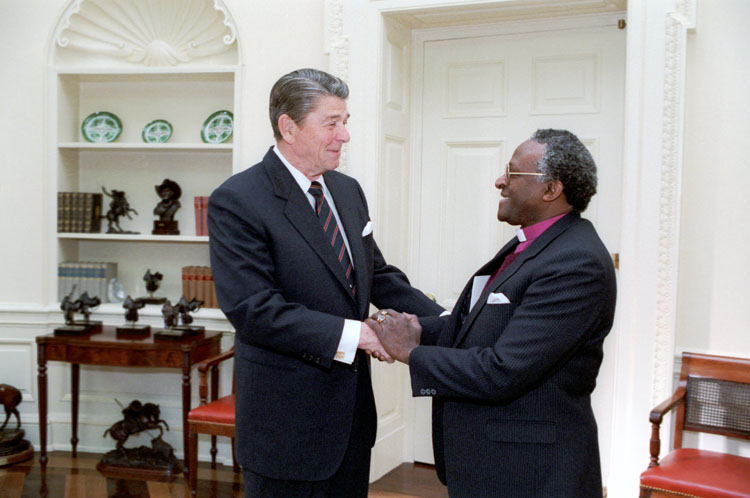
Desmond Tutu, um crítico ferrenho do compromisso construtivo, encontra-se com o presidente Ronald Reagan em 1984.

A política de compromisso construtivo, embora tenha sido ecoada pelo governo britânico de Margaret Thatcher, foi alvo de críticas, pois o governo sul-africano usou táticas cada vez mais repressivas contra sua população negra e ativistas antiapartheid.  Quando o arcebispo Desmond Tutu da África do Sul visitou os Estados Unidos em 1984, após a confortável reeleição do presidente Reagan, ele disse em um discurso no Capitólio que "o compromisso construtivo é uma abominação, um desastre absoluto... O apartheid é tão maligno, tão imoral, tão anticristão, no meu entender, quanto o nazismo. E, na minha opinião, o apoio e a colaboração do governo Reagan com ele são igualmente imorais, malignos e totalmente anticristãos." Em abril de 1985, o presidente Reagan foi atacado dentro do próprio Partido Republicano. A maioria republicana no Senado votou 89-4 em uma resolução condenando o apartheid. Os quatro votos "não" vieram dos senadores republicanos Jesse Helms, Barry Goldwater, Chic Hecht e Steve Symms.
Em outubro de 1986, o Congresso dos Estados Unidos anulou o veto do presidente Reagan ao Comprehensive Anti-Apartheid Act (a votação do Senado foi de 78 a 21, e a votação da Câmara foi de 313 a 83). Durante o período que antecedeu a anulação, Reagan nomeou Edward Perkins, que é negro, embaixador na África do Sul. O representante conservador Dick Cheney se opôs à anulação, dizendo que Nelson Mandela era o chefe de uma organização que o Departamento de Estado considerou "terrorista". Na semana que antecedeu a votação, o presidente Reagan apelou aos membros do Partido Republicano por apoio, mas como o senador Lowell P. Weicker Jr. declararia, "Por este momento, pelo menos, o presidente tornou-se uma irrelevância para os ideais, sinceros e falados, da América." A legislação, que proibia todo novo comércio e investimento estadunidense na África do Sul, também negava permissão de pouso em aeroportos dos Estados Unidos para voos da South African Airways. Essa legislação foi vista como um catalisador para sanções semelhantes na Europa e no Japão, e sinalizou o fim da política de compromisso construtivo.

## Avaliações
A política é amplamente vista como tendo falhado em atingir seu objetivo de induzir o Partido Nacional a reformar o apartheid. No início da década de 1980, o estado de apartheid tornou-se mais, e não menos, repressivo. Além disso, assim como a Lei de Não Proliferação de Carter falhou em impedir a África do Sul de construir uma bomba nuclear, o compromisso construtivo tentou, mas falhou, em impedir a expansão do programa de armas. De acordo com uma análise de 1985 dos acadêmicos Peter Vale e Sanford J. Ungar:
Tendo recebido muitas cenouras dos Estados Unidos ao longo de um período de quatro anos e meio como incentivos para instituir reformas significativas, as autoridades sul-africanas simplesmente fizeram um ensopado de cenoura e comeram... O compromisso construtivo não fez apenas com que os Estados Unidos perdessem cinco anos valiosos quando poderiam ter influenciado a África do Sul a começar a negociar uma solução para seus problemas raciais únicos e extraordinários. Muitos argumentariam que o compromisso construtivo foi um passo necessário na evolução das atitudes americanas em relação à África do Sul, mas o custo foi grande. A política americana na verdade exacerbou a situação dentro da África do Sul ao encorajar e tolerar as táticas de dividir para reinar do regime branco... 
Ao mesmo tempo, a adesão estadunidense ao compromisso construtivo é considerada como tendo marginalizado e alienado ativistas negros moderados dentro da África do Sul, que foram negligenciados pela diplomacia dos Estados Unidos, e como tendo antagonizado outros estados na região. Igualmente, os críticos sustentam que as concessões estadunidenses a Pretória tiveram pouco efeito regional, mas atrasaram a independência da Namíbia e a paz regional. O jornalista Christopher Hitchens, por exemplo, culpou o compromisso construtivo e "a atitude intrepidamente suave demonstrada por Chester Crocker em relação ao apartheid" pelo atraso de dez anos na implementação da Resolução 435 do Conselho de Segurança das Nações Unidas:
A independência nesses termos poderia ter sido conquistada anos atrás se não fosse pela procrastinação de Crocker e pela tentativa de Reagan de mudar o assunto para a presença de forças cubanas em Angola. Mais uma vez, os Estados Unidos estenderam dogmaticamente o reconhecimento diplomático apenas a um lado – o da África do Sul. Também aqui, sem mediadores “neutros”, a política americana teria merecidamente sido vítima da sua própria parcialidade flagrante. Um participante importante foi Bernt Carlsson, Comissário das Nações Unidas para a Namíbia, que trabalhou incansavelmente por eleições livres na colônia e tentou isolar os racistas diplomaticamente.
A importância das dimensões regionais do compromisso construtivo, e particularmente o princípio de linkage, são defendidos por alguns analistas, que argumentam que as administrações anteriores dos Estados Unidos não reconheceram – como Crocker fez – a extensão em que os conflitos regionais estavam interligados. O próprio Crocker continuou a defender a política e viu-a como fundamental para permitir o Acordo Tripartido de 1988 e os movimentos em direção às negociações para acabar com o apartheid.